# Mars (entreprise)
Pour les articles homonymes, voir Mars.
Mars Incorporated est une entreprise américaine et groupe agroindustriel de l'agroalimentaire et de cliniques vétérinaires implantées dans une centaine de pays et a un chiffre d'affaires annuel de plus de 45 milliards de dollars. Le siège social est basé à McLean en Virginie aux États-Unis. La société est entièrement détenue par la famille Mars.

## Historique

### Débuts difficiles
L'histoire de Mars commence en 1902. Franck Mars, à l'âge de dix-neuf ans, établit une petite unité de production de friandises chocolatées à Minneapolis et se marie avec Ethel G. Kissack. Il ouvre en 1911 une autre entreprise qui fera aussi faillite. C'est en 1920 qu'il connait ses premières réussites.

### Premiers succès et crise économique
La première barre chocolatée Milky Way voit le jour en 1923 lorsque le fils de Franck, Forrest, suggère de vendre la crème en barre individuelle. Le chiffre d'affaires passe alors de 100 000 à près de 800 000 dollars en un an. Avec le succès grandissant de Milky Way, la société Mars Candies est créée et une usine est ouverte en 1929, en pleine crise économique, à Chicago afin d'assurer la croissance de la société qui nécessite une localisation plus centrale et proche du réseau ferré. Cette usine doit arrêter sa production en 2024 après 95 années de fonctionnement.
En 1930, Franck et son fils Forrest créent deux nouvelles barres chocolatées : Snickers et 3 Musketeers. Deux ans plus tard en 1932 Forrest s'établit au Royaume-Uni et crée la société Mars Confectionery Ltd, son premier produit est la barre Mars (une version plus douce de la barre Milky Way vendue aux États-Unis).
Forrest rachète en 1935 la société anglaise Chappel Brothers Ltd (détenant la marque Chappie) qui propose un nouveau concept, la production et la vente d'alimentation animale en boîtes pour chiens. Ceci marque le début de la diversification du groupe
En 1936, la marque de confiserie Maltesers est introduite sur le marché.
En 1939, Mars expérimente à Chicago la publicité avec le nouveau média de l'époque, la radio, en sponsorisant le quiz Dr. IQ diffusé sur une radio locale. L'usine de Chicago produit temporairement une barre au nom du show radiophonique qui reste comme un exemple avant-gardiste de marketing liant un produit à une publicité.

### Les années 1940 et la Seconde Guerre mondiale
En 1940, Forrest retourne aux États-Unis et crée M&M (Mars & Murrie) avec Bruce Murrie, le fils du président de Hershey, le principal concurrent de Mars, la société qui en 1941 lance les bonbons chocolatés M&M's. Les M&M's tout comme la barre chocolatée Mars font partie de la ration quotidienne des militaires américains lors de la Seconde Guerre mondiale.
À partir des années 1940, Mars se diversifie également dans l'alimentaire et dans la nourriture pour animaux domestiques. En 1942, Mars ouvre notamment une usine d'étuvage de riz à Houston, au Texas, qui plus tard va devenir la marque Uncle Ben's.

### Les années 1950 - Industrialisation, marché d'impulsion et communication
Les premières machines à emballer font entrer Mars dans l'ère industrielle et la production en masse à la fin des années 1940 afin de répondre à une consommation de plus en plus massive.
Mars achète en 1955 une entreprise spécialisée dans les distributeurs automatiques et crée le marché de l’impulsion en introduisant le premier étalage en libre-service. La même année FourSquare est créée comme une division de Mars Confectionery au Royaume-Uni afin de produire des distributeurs de boissons pour les entreprises du monde entier.
Mars est la seule marque de confiserie à utiliser les panneaux publicitaires en 1953 et à diffuser des publicités sur le petit écran dès 1955.
Chappie Ltd est renommée Pedigree Petfoods Ltd en 1957 et la marque Whiskas, nourriture pour chats, est lancée en 1958.

### Les années 1960 - La constitution du groupe
Forrest et John parviennent en 1964 à fusionner ses sociétés (Mars Confectionery Ltd et Pet Food au Royaume-Uni) avec celles créées par son père Frank (M&M’s Inc., Uncle Ben’s Inc et Mars Candies aux États-Unis) au sein de l’entité Mars, Incorporated.
Le Waltham Centre for Pet Nutrition est ouvert en 1965 au Royaume-Uni avec comme but l'identification des besoins diététiques, des préférences et des comportements des animaux domestiques.
En 1967, Mars rachète l'entreprise australienne Master Foods, fondée par la famille Lewis en 1949, qui est un producteur d'herbes aromatiques, d'épices et d'épicerie fine. La marque subsiste toujours en Australie. La même année, la société strasbourgeoise Sabi (future Unisabi) spécialisée dans les aliments pour animaux avec les marques Canigou et Ronron est également acquise par Mars.
Forrest Mars Sr. part à la retraite en 1969.

### Les années 1970 - Le début de l'aventure électronique et la formalisation des cinq principes
Pendant les années 1970, Forrest qui est passionné d’électronique crée la division Mars Electronics International (MEI) qui met au point le premier mécanisme de reconnaissance des pièces de monnaie pour les distributeurs automatiques. MEI continue pendant des années à développer de nouveaux mécanismes de reconnaissance de pièces de monnaie, mais aussi de billets jusqu'à sa vente en juillet 2006 à des intérêts privés qui vont devenir le groupe MEI.
Tous les seniors et general managers de Mars Incorporated se réunissent en 1977 à Easton (Maryland) et formalisent les cinq principes du groupe, : Qualité, Responsabilité, Mutualité, Efficacité, Liberté.

### Les années 1980 - Diversification
Forrest, s'ennuyant après son départ à la retraite, crée à Las Vegas en 1980 une chocolaterie en l'honneur de sa mère Ethel, la Chocolaterie Ethel M.
En 1980, Mars achète Koenvisser Produkten, B.V. basée à Oud-Beijerland aux Pays-Bas produisant la marque Suzi Wan spécialisée dans des produits d'inspiration asiatique.
En 1985, la gamme de pâtes Alora est lancée au Royaume-Uni et sera renommée Dolmio avec sa sortie l'année suivante en France et au Benelux.
En 1986, Mars rachète aux États-Unis un fabricant de glaces, Dove International, basé à Chicago et connu pour la fabrication de la barre chocolatée Dove. Une usine de glaces nommée Doveurope est inaugurée deux ans plus tard à Steinbourg en Alsace.

### Les années 1990 - La mondialisation du groupe
En 1991, Mars ouvre des bureaux en Europe centrale et en Europe de l'est notamment à Varsovie, Prague et Moscou.
En 1993, Mars China ouvre son premier site de production à Pékin, produisant du chocolat en tablette Dove avec des fruits et des noix.
1995 voit l'installation de Mars en Russie avec la production de friandises à Stoupino et d'aliments secs pour animaux de compagnie à Luzhniki.
Les Émirats arabes unis accueillent les premiers bureaux et une usine de moulage de chocolat à Dubaï en 1997.
Seeds of Change, entreprise produisant des semences et de l'alimentation biologique est achetée à Santa Fe au Nouveau-Mexique.

### Les années 2000 - Acquisitions, nouvelles technologies et développement durable
En 2007, Mars Incorporated renomme ses unités à travers le monde. Parmi ces changements, FourSquare est renommé Mars Drinks, Masterfoods (la plus large division du groupe Mars) est divisée en trois nouvelles unités spécialisées dans la nourriture et le soin animalier, Mars Petcare, dans le chocolat Mars Chocolate et l'alimentation humaine Mars Food, enfin la filiale informatique anciennement connue sous le nom de Information Services International devient Mars Information Services
En mai 2009, Mars introduit aux États-Unis pour la première fois depuis plus de vingt ans une nouvelle barre chocolatée visant tout particulièrement les femmes, Fling.

#### Acquisitions
Pendant les années 2000, Mars va chercher sa croissance en dehors du groupe via de nombreuses acquisitions. En 2002, Mars acquiert Royal Canin, le spécialiste français de la nutrition-santé pour chiens et chats et la marque est ensuite distribuée mondialement. Suivent en 2006 S&M NuTec, le fabricant des os à mâcher Greenies et le grand producteur américain d'aliments secs pour animaux de compagnie Doane Pet Care puis en 2007 Nutro Products, Inc qui est tourné vers les aliments pour animaux de compagnie en circuits spécialisés.
En avril 2008, Mars achète le numéro un mondial du chewing-gum, l'américain Wrigley, pour 23 milliards de dollars. Le milliardaire Warren Buffett participe au montage financier de l'opération à hauteur d'un sixième du montant total. Wrigley devient une unité à part entière du groupe gérant le portefeuille de produits liés au sucre et aux chewing-gums.
En 2012, la marque de plats préparés à base de pâtes Miracoli est racheté par Mars à Kraft Foods.

#### Nouvelles technologies
Les années 2000 voient aussi l'utilisation grandissante d'Internet pour promouvoir et vendre ses marques de manière innovante. Mars vend ainsi les premières confiseries personnalisables au monde en 2003 aux États-Unis avec la marque myM&M's (2006 en France) qui permet de commander en ligne des M&M's au chocolat tout en choisissant leur couleur, le message associé et leur format (petit sachet, boîte, arche, etc.). La marque Dove suit également le concept avec myDoveChocolate qui propose la personnalisation des messages inscrits à l'intérieur des emballages individuels.
Le 2 mars 2009, Mars lance le nouveau site américain de la marque Skittles qui est une première pour une marque commerciale dans l'intégration de médias sociaux et sites Web 2.0, dans la communication, l'information et l'engagement de la conversation envers ses consommateurs qui deviennent de facto des prosommateurs.

### Années 2010
Mars est le leader mondial du chocolat et du chewing-gum et le numéro deux de la confiserie avec plus de 317 sites dans le monde dont 150 unités de production ; ses produits sont vendus dans plus de 180 pays. Mars est toujours une entreprise familiale avec une gestion non familiale et est la plus grande entreprise privée au monde dans le secteur agro-alimentaire et la sixième des États-Unis tous secteurs confondus.
La famille, jusqu'au début des années 2000, était connue pour sa grande réserve. La compagnie estimait que, du fait de sa propriété privée, elle n'avait de comptes à rendre à personne hormis à elle-même. La proximité de son siège social avec le siège de la CIA était également parfois à l'origine d'histoires improbables parmi certains observateurs extérieurs.
Le 9 avril 2014, Mars a annoncé le rachat de l'activité de nutrition animale de Procter & Gamble, incluant les marques Iams (hors Europe), Eukanuba et Natura, pour 2,9 milliards de dollars.
En janvier 2017, Mars annonce l'acquisition de VCA, spécialisée dans les cliniques vétérinaires pour 7,7 milliards de dollars.
En juin 2018, Mars annonce l'acquisition de AniCura, une entreprise suédoise spécialisée dans les soins vétérinaires, qui possède environ 200 cliniques vétérinaires en Europe, pour un montant que l'on estime compris entre 1 et 2 milliards d'euros.
En 2018, Mars cède à Lavazza le segment Mars Drinks qui comprend notamment les marques Klix et Flavia.
En 2018, la famille Mars, propriétaire de l'entreprise, s'est enrichie de 37 milliards de dollars pour atteindre 127 milliards de fortune cumulée.

### Années 2020
En novembre 2020, Mars annonce l'acquisition de Kind, spécialisée dans les barres énergétiques, pour un montant non dévoilé,.
En août 2024, Mars annonce l'achat de Kellanova pour 36 milliards de dollars. Tandis que Mars a un chiffre d’affaires annuel de plus de 50 milliards de dollars, celui de Kellanova  s’élèvent à environ 13 milliards de dollars (et la société emploie 23 000 employés). Aux Etats-Unis, la Federal Trade Commission, autorité de concurrence, autorise l'achat. Mais l'Union européenne s'inquiète d'une éventuelle position de monopole qui aboutirait à une augmentation des prix pour les consommateurs européens et ouvre une enquête en juin 2025,.

## Gouvernance
Alors que la propriété de la compagnie a transitionné dans les mains de la troisième vers la quatrième génération lors des années 2000, la direction est passée d'une gestion dynastique vers une gestion non familiale ; toutefois l'affaire est toujours la propriété de la famille et celle-ci supervise le conseil d'administration. Le premier PDG de Mars Incorporated était Paul Michaels qui a pris la main après les départs à la retraite de John et Forrest. Grant Reid succèda à Michaels en 2014 et Poul Weihrauch va remplacer Reid fin septembre 2022. 

## Principales marques mondiales
Parmi les nombreuses marques du groupe, une dizaine sont milliardaires en dollars en termes de chiffre d'affaires annuels : Dove, Extra, M&M's, Snickers, Twix, Pedigree, Whiskas, Royal Canin, VCA et Banfield Pet Hospitals.
Les principales marques mondiales du groupe Mars sont en France, en Belgique, et en Suisse.
- Confiseries : Balisto, Bounty, Celebrations, Dove (Galaxy), Juicy Fruit, M&M's,  Maltesers, Mars, Milky Way, Skittles, Snickers, Starburst, Sugus, Twix.
- Chewing-gums et pastilles : Altoids, Airwaves, Extra, Freedent, Eclipse, Orbit, Wrigley's Doublemint, Wrigley's Spearmint.
- Alimentaire : Ben's Original, CocoaVia, Dolmio, Ebly, FoodSpring, KanTong (Australie), GoMo, MasterFoods, Miracoli, Royco (Afrique du Sud), Seeds of Change, Tasty Byte, Suzi Wan.
- Nourriture pour animaux de compagnie : Exelcat, Exelpet, Chappi, Catsan, César, Crave, Dreamies (Temptations), Eukanuba, Frolic, Greenies, Kitekat, Iams (hors Europe), Nutro, Pedigree, Perfect Fit, Royal Canin, Sheba, Whiskas
- Services vétérinaires : Anicura, Antech, Banfield Pet Hospitals, BluePearl, Linneaus, VCA, VSH. Whistle, Wisdom Panel.

## Le groupe Mars dans le monde
La plupart des filiales du Mars à travers le monde étaient nommées Masterfoods (Masterfoods USA, Masterfoods Europe, Masterfoods France...) jusqu'à la fin de l'année 2006. Le terme Masterfoods est désormais remplacé par le terme initial de Mars dans un effort d'harmonisation des marques et de référence à la famille Mars. La division européenne, connue sous le nom de Mars Europe, a son siège social à Bruxelles (Belgique) et à Veghel (Pays-Bas).

### En France
L'entité légale Masterfoods France a été créé en janvier 2001 par la fusion de Mars Alimentaire, Unisabi et Doveurope puis a été séparée en deux nouvelles entités légales en 2007 que sont Mars Chocolat France et Mars PF France. Mars Chocolat France fut renommée dans les années 2010 en Mars Wrigley France.
Mars en France possède quatre unités de production en Alsace : Haguenau (M&M's et précédemment des barres chocolatées) où se situe la deuxième plus grande unité de productions de M&M's au monde, Steinbourg (barres glacées), Ernolsheim-Bruche (alimentation pour animaux) et Biesheim (Wrigley chewing-gums), une dans le Loiret à Saint-Denis-de-l'Hôtel (alimentation animale) et l'usine Ebly en Eure-et-Loir. Deux usines Royal Canin sont également implantées à Aimargues et à Cambrai.
L'entité Information Services International (ISI) également située à Haguenau fut renommée Mars Information Services en janvier 2007 et est une unité informatique de Mars Incorporated. Cette unité est plus connue de nos jours sous les noms de Mars Digital Technologies ou Mars Global Services.
En septembre 2007, les effectifs de la filiale française étaient d'environ 1 100 personnes.
Mars Chocolat France était dirigée par Nathalie Roos jusqu'en mai 2009, date à laquelle elle est remplacée par Thierry Gaillard (ancien directeur de business unit chez LU) puis par Tom Leemans. Mars Chocolat France, renommée depuis en Mars Wrigley France est dorénavant dirigé par Stéphanie Domange. 
En plus des marques mondiales du groupe, les principales marques distribuées par les filiales du groupe Mars en France sont :
- Confiseries (barres, glaces) et gommes à mâcher : 5 GUM, Airways, Bounty, Balisto, Celebrations, CocoaVia, Dove, Freedent, Juicy Fruit, Maltesers, Mars, Milky Way, M&M's, Orbit, Snickers, Skittles, Twix
- Alimentaire : Ben's Original, Ebly, Suzi Wan
- Nourriture pour animaux de compagnie : API, Aquarian, Canigou, Catsan, Cesar, Crave, Eukanuba, Frolic, Loyal, Greenies, Nutro, Pedigree, Sheba, Ronron, Royal Canin et Whiskas.

## Mises en cause et controverses

### Travail forcé et travail des enfants
En 2015, le groupe Mars a été attaqué en justice aux États-Unis à la suite de la révélation de faits de travail des enfants et l'esclavage dans les plantations de cacao. En 2019, Mars annonce qu'il ne peut pas garantir que ses produits chocolatés sont exempts de travail d'enfants esclaves, car la traçabilité n'est assurée que sur 24% de ses achats. Le Washington Post souligne que l'engagement de mettre fin sous 4 ans à l'esclavage des enfants dans la filière du chocolat, pris en 2001 sous la pression du Congrès des États-Unis, n'a pas été tenu en 2005 ni lors des échéances successives de 2008 et 2010, et qu'il ne le sera pas non plus en 2020.